# Ингемар Юхансон
Ингемар Юхансон (на шведски: Ingemar Johansson) е шведски професионален боксьор.
Състезава се в тежка категория. Сребърен призьор е от Летните олимпийски игри в Хелзинки, 1952 година. Световен шампион в полутежка категория (1959 – 1960).